# Окунево (Красноярский край)
Окунево — упразднённая деревня в Большеулуйского района Красноярского края. На момент упразднения входила в состав Бычковского сельсовета. Упразднена в 2001 году.

## География
Располагалась на левом берегу реки Кольцовская (приток реки Среднесучковка), на расстоянии приблизительно 12 км по прямой к северо-западу от села Бычки.

## История
Основана в 1906 году. По данным на 1926 год хутор Блюдника Д. О. состоял из 4 хозяйств. В административном отношении являлся центром Окуневского сельсовета Ачинского района Ачинского округа Сибирского края.
В 1930-е годы в хутор сселяют близлежащие латышские и латгальские хутора.

## Население
По данным переписи 1926 года на хуторе проживало 25 человек (15 мужчин и 10 женщин), основное население — латгальцы.